# Джакомо Перез-Дортона
Джакомо Перез-Дортона (фр. Giacomo Perez-Dortona, 11 листопада 1989) — французький плавець.
Учасник Олімпійських Ігор 2012 року.
Чемпіон світу з водних видів спорту 2013 року, призер 2015 року.
Призер Чемпіонату світу з плавання на короткій воді 2014 року.
Призер Чемпіонату Європи з водних видів спорту 2014, 2016 років.
Чемпіон Європи з плавання на короткій воді 2012 року, призер 2013 року.